# Estrecho de Malaspina
El Estrecho de Malaspina (en inglés: Malaspina Strait) es un estrecho en el norte de la región del Golfo de Georgia - costa Sunshine de la Columbia Británica, en el oeste de Canadá. Separa la Isla Texada de la parte superior de la zona de la Costa Sunshine - Península de Malaspina en la parte continental adyacente.
El estrecho y la península fueron nombrados así en 1859 por el Capitán George Henry Richards, del Plumper en honor de Alessandro Malaspina, un noble italiano que dirigía una de las naves de exploración durante los viajes de los españoles por la costa de lo que hoy es la Columbia Británica. La elección del nombre por parte de Richards fue probablemente influenciada por la cercana entrada de Malaspina, nombrada así en 1792 por los españoles Galiano y Valdés, que habían sido oficiales que estuvieron bajo el mando de Malaspina.